# 2018 في تركيا
2018 في تركيا هي قائمة بجوهر الأحداث التي وقعت في تركيا خلال عام 2018.

## السياسة

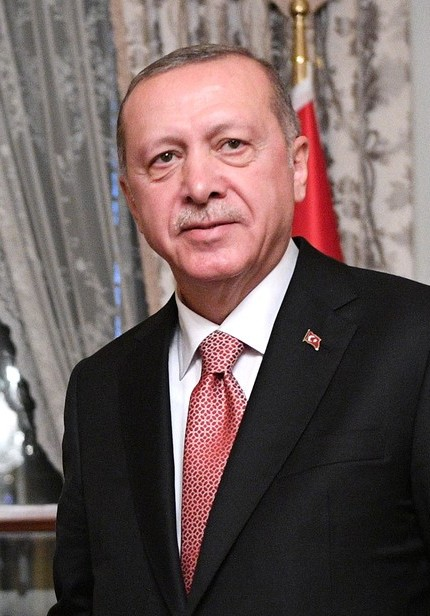
الرئيس التركي رجب طيب أردوغان.

بعد الانتخابات الرئاسية والبرلمانية في يونيو 2018، أُلغي منصب رئيس الوزراء في تركيا، وكان آخر رئيس للوزراء هو بن علي يلدرم، حيث عُيّن رئيسًا للبرلمان التركي في 12تموز 2018. ونُقل النظام في تركيا من برلماني إلى رئاسي.

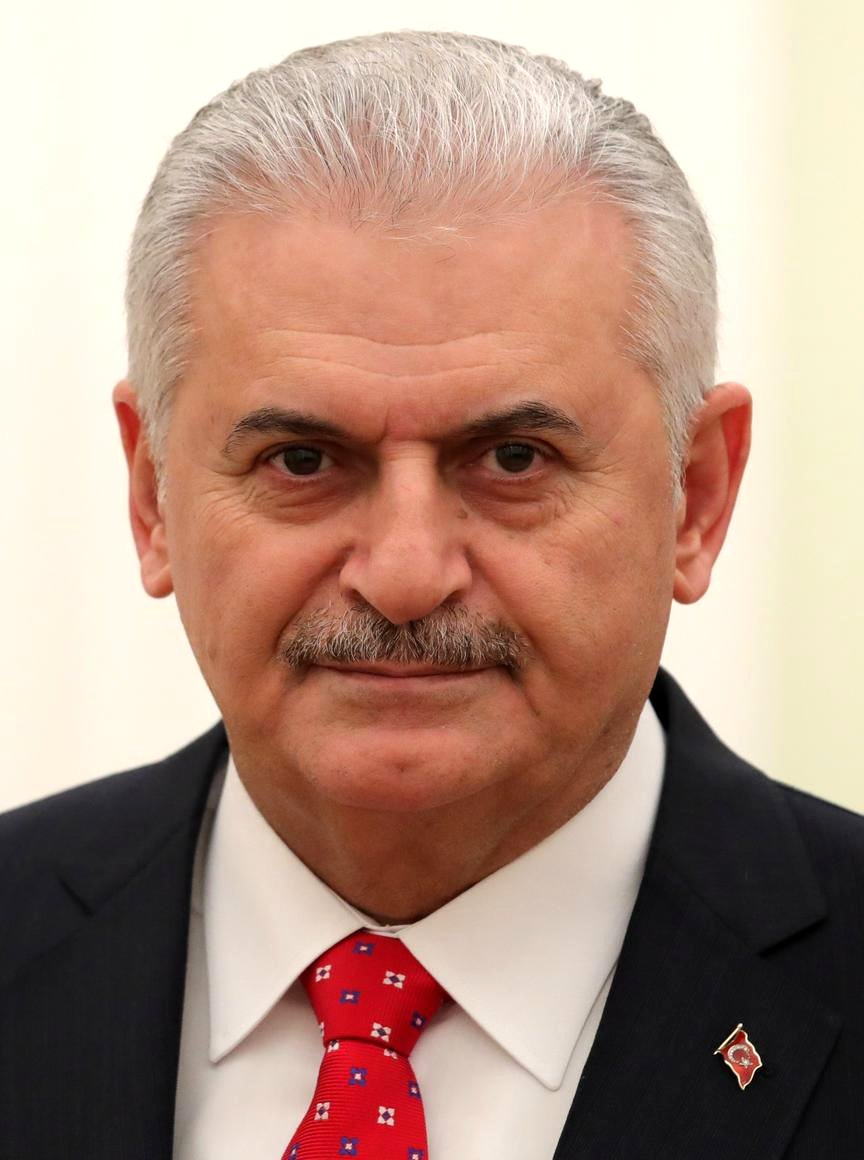
رئيس البرلمان التركي، بن علي يلدرم.

## أحداث

### يناير
- 13 يناير - أنقرة - طرابزون؛ رحلة طيران الخطوط الجوية بيغاسوس 8622. انزلقت طائرة الركاب عن المدرج، أثناء هبوطها في مطار طرابزون بشمال تركيا، وتفادت السقوط في البحر دون أن يصاب أي من ركابها الـ 162، ووطاقمها الـ6.[2]

- 17 يناير - الأركان التركية تعلن العثور على جثث 3 عسكريين قضوا جراء سقوط طائرة تركية من طراز (CN-235 CASA) في ولاية اسبارطة جنوب غربي البلاد.[3]

- 21 يناير - بدأت عملية «غصن الزيتون» في مدينة عفرين.[4]

- 24 يناير - سقوط صاروخ جنوبي تركيا مصدرها سوريا، في إحدى منازل مدينة كليس التركية، مما أدى إلى فقدان شخصان حياتهما.[5]

### فبراير
- 3 فبراير - انتخب مؤتمر حزب الشعب الجمهوري المعارض، كمال قلجدار أوغلي، الذي حصل على 86.7 ٪ من الأصوات التي أدلى بها 1275 مندوب، كرئيسًا للحزب للمرة الخامسة.[6]

- 16 فبراير - تحطم طائرة عسكرية من طراز SF-260D بعد إقلاعها من قاعدتها في مدينة أزمير. أدى إلى فقدان طياران حياتهما.[7]

### مارس
- 11 مارس - عند توجه طائرة تجارية خاصة من طراز بومباردييه تشالنجر 604 تابعة لشركة هوليدنغ القابضة من الشارقة إلى إسطنبول، سقطت بالقرب من منطقة شهركرد في إيران، أدت إلى فقدان 11 شخصًا في الطائرة.[8]

- 13 مارس - تم تبني اقتراح قانون تحالف انتخابي لأربعة أحزاب سياسية واعتماده في الجمعية الوطنية الكبرى التركية.[9]

- 18 مارس - سيطرة القوات المسلحة التركية والجيش السوري الحر على مركز مدينة عفرين في سوريا، بعد معارك دامت لأكثر من 52 يوم بين القوات المسلحة التركية - الجيش السوري الحر وقوات سوريا ااديمقراطية.[10]

- 22 مارس - سقوط طائرة تركية حربية من طراز F-16 بالقرب من مدينة نوشهر. أدى إلى فقدان جندي واحد حياته.[11]

### أبريل
- 3 أبريل - وضعت تركيا حجر الأساس لتشييد مشروع أول محطة نووية في محطة «أك كويو» الذي وقعته أنقرة وموسكو عام 2010، بعد تجميد الاتفاق لنحو ثلاث سنوات.[12]

### مايو
- 10 مايو - تأهل نادي بلدية آكهيسار سبور التركي إلى نهائي كأس تركيا لأول مرة في التاريخ، حيث واجه نادي فنربخشة وفوزه عليه بنتيجة 3-2 وتتويجه لبطولة كأس تركيا 2017-18.[13]

- 22 مايو - تم شراء دينيز بنك من قبل سبيربنك في عام 2012 وبيعت إلى بنك الإمارات دبي الوطني في دبي بمبلغ 3.2 مليار دولار.[14]

### يونيو
- 12 يونيو - تدشين جمهورية أذربيجان المرحلة الأولى من مشروع خط أنابيب لتوريد الغاز إلى تركيا وجنوب أوروبا.[15]

- 24 يونيو - أجريت الانتخابات الرئاسية والبرلمانية.[16]

### يوليو
- 8 يوليو - خروج قطار ركاب عن سكته في شمال غرب تركيا، أدى إلى سقوط 10 قتلى و73 جريحًا.[17]

- 9 يوليو - فوز رجب طيب أردوغان في جولة الانتخابات الرئاسية بالأغلبية المطلقة، حيث أدى اليمين الدستوري بحضور زعماء 22 دولة.[18]

- 10 يوليو - تعيين الجنرال يشار جولر، رئيسًا لهيئة الأركان العامة في تركيا.[19]

- 12 يوليو - انتخاب بن علي يلدرم رئيسًا للبرلمان التركي في الانتخابات البرلمانية.[20]

- 19 يوليو - الإعلان عن إلغاء قانون الطوارئ التي أُعلنت في 20 يولو 2016.[21]

### أكتوبر
- 14 أكتوبر - مقتل 22 شخصًا بينهم أطفال، من “المهاجرين غير النظاميين”، عند تدهور شاحنة تقلهم في قضاء مندريس في ولاية أزمير إلى اليونان.[22]

- 19 أكتوبر - افتتاح مصفاة ستار في عليغا إزمير تركيا.[23][24]
- 27 أكتوبر - التقى الرئيس الروسي فلاديمير بوتين والمستشارة الألمانية أنجيلا ميركل والرئيس الفرنسي إيمانويل ماكرون والرئيس رجب طيب أردوغان في قصر فاهديتين في إسطنبول في إطار قمة الحرب الأهلية السورية.[25]

### نوفمبر
- 23 نوفمبر - أعلن نجل نجم الدين أربكان، فاتح أربكان، عن تأسيس حزبًا تحت تسمية «حزب رفاه من جديد».[26]

- 26 نوفمبر - تحطمت مروحية عسكرية من طراز UH-1 في إسطنبول. أدت إلى مصرع 4 جنود أتراك.[27]

### ديسمبر
- 12 ديسمبر - أعلن الرئيس التركي طيب أردوغان أن تركيا ستطلق عملية عسكرية جديدة تستهدف قوات سوريا الديمقراطية المدعومة من الولايات المتحدة، شمال سوريا في غضون أيام.[28] تمَّ تأجيل العملية العسكرية فيما بعد بتصريح من الرئيس التركي بعد أيام من إعلان العملية، وعقب نيّة الانسحاب الأمريكي من سوريا.[29]